# جيوفري براون
جيوفري براون (بالإنجليزية: Geoffrey Brown)‏ هو سياسي أسترالي، ولد في 25 أبريل 1894 في كولاك في أستراليا، وتوفي في 14 أكتوبر 1955 في Parkville, Victoria ‏ في أستراليا. نشط حزبياً في الحزب الليبرالي الأسترالي. وقد انتخب عضو مجلس النواب الأسترالي عن دائرة Division of McMillan ‏ (10 ديسمبر 1949 – 14 أكتوبر 1955).